# Нова Липівка
Нова́ Ли́півка — село в Україні, у Івано-Франківському районі Івано-Франківської області. Входить до складу Тисменицької міської громади.

## Назва
Первісна назва — Ситаверівка пол. Sitauerówka. У березні 1939 р. станиславівський воєвода перейменував село на Ляцкє Нове (пол. Lackie Nowe).
Селом протікає річка Рокитна.

## Історія
У 1820 році німець Готфрід де Сіттауер започаткував німецьку колонію на лівому березі невеликої річки Полінська.
У 1907 році в колонії було вже 34 будинки і 223 мешканці, з яких 214 — німці.
На 1 січня 1939 року в селі мешкало 160 мешканців, з них 10 українців та 150 німців. Село належало до ґміни Марковце Тлумацького повіту Станиславівського воєводства.
Колишня німецька колонія була ліквідована радянською владою у 1940 році. Її мешканців було депортовано до Вартегау (Німеччина) згідно із сумнозвісною угодою Молотова — Ріббентропа.

## Церква
У 1904 році німецькі поселенці збудували дерев'яну лютеранську кірху у готичному стилі. Найскладніші часи для культової пам'ятки припали звичайно на радянський період, коли місцевий колгосп почав використовувати її під зерновий склад.
11 червня 2017 року священнослужителі УГКЦ освятили відреставровану давню німецьку церкву.